# Földes Tamás
Földes Tamás (Budapest, 1965. augusztus 25. –) magyar színész.

## Élete
Érettségit követően két éven keresztül a Nemzeti Színház Stúdiójában tanult, majd felvették a Színház- és Filmművészeti Főiskola prózai tagozatára, ahol Szinetár Miklós osztályába járt. Miután lediplomázott, 1990-ben került a Rock Színházhoz, itt több musical főszerepében láthatta őt a közönség (Nyomorultak: Jean Valjean, Evita: Che Guevara, Miss Saigon: John.) A Rock Színház megszűnését követően két évig játszott a Budapesti Operettszínháznál, három évig pedig a székesfehérvári Vörösmarty Színház tagja volt. Feltűnt a Makrancos hölgyben (Petrucchio), a Bob hercegben (Plummpudding), A három testőrben (Porthos). Ezután újból a Budapesti Operettszínház szerződtette, a Csárdáskirálynő, a Marica grófnő, a Kánkán, a Gólem, a Mozart! és a Rómeó és Júlia című előadásokban játszott. Külföldön is szerepelt, többek között Németországban (Marica grófnő, Evita), Svájcban (Evita), Londonban (Dorian Gray), Olaszországban (Mária evangéliuma, Csárdáskirálynő) és Japánban (Marica grófnő). Színészmesterséget oktat a Pesti Broadway Stúdióban. 2005-ben megjelent saját lemeze, melynek címe: Negyvenedik Tél. Elnyerte a Súgó Csiga díjat is.
2021-től a Színház- és Filmművészeti Egyetem tanára.

## Családja
Felesége Tucsek Edit balettművész volt, Földes Eszter színésznőt lányaként nevelte fel. Élettársa Angyal Anita színésznő.

## Színházi szerepei
A Színházi adattárban regisztrált bemutatóinak száma: 117..
- Amerikai komédia – Alphonse Soupault, lapkiadó, megfélemlített férj
- Csárdáskirálynő – Feri bácsi
- A mosoly országa – Csang, a herceg nagybátyja
- A Szépség és a Szörnyeteg – Perc úr, az óra
- Abigél – Vitay tábornok, Gina apja
- A doktor úr – dr. Sárkány
- A három testőr – Porthos
- Atilla – Isten kardja – Vigilász
- Bob herceg – Plummpudding
- Dr. Bőregér – Dr. Falke
- Elisabeth – Luigi Lucheni, Elisabeth gyilkosa
- Evita – Che
- Ghost – Kórházi szellem
- István, a király – Koppány, a lázadó
- Koldusopera – Peachum
- Makrancos hölgy – Petrucchio
- Marica grófnő – Dragomir Popolescu Moritz herceg
- Monte Cristo grófja - Villefort
- Miss Saigon – John
- Mozart – Leopold Mozart
- Nyomorultak- Jean Valjean
- Az ördög – Az Ördög[6]
- Ördögölő Józsiás- Lámsza, Tündérország öreg királya
- Párizsi élet – Gondremark báró
- Rebecca- Frank Crawley, Maxim barátja
- Rómeó és Júlia – Lőrinc barát
- Rudolf – Taaffe gróf, miniszterelnök
- Szentivánéji Álom- Vackor
- Sztárcsinálók – Juvenális
- Veled, Uram – István király
- Vértestvérek – Narrátor; Tejesember; Nőgyógyász; Kalauz; Rendőr
- Isten Pénze – Ebenezer Scrooge
- Lady Budapest – Szurov
- Virágot Algernonnak – Frank Reilly

## Filmszerepei
- Atilla, Isten kardja (1993) .... Vigilász
- Örök hűség (2022) .... Bor Ernő

## Díjai, elismerései
- Kaszás Attila-díj (2020)[7]